# الدين الحكومي الدولي
في الاقتصاد ، الحيازات الحكومية (المعروفة أيضًا باسم الدين الحكومي أو الالتزامات الحكومية) هي الأوراق المالية لسلسلة الحسابات الحكومية (GAS) التي تحتفظ بها الصناديق الاستئمانية الحكومية والصناديق الدائرة والصناديق الخاصة.
يتم تكبد الديون الحكومية عندما تقترض الحكومة من الصناديق الاستئمانية الفيدرالية للمساعدة في تمويل العمليات الحالية.

## الولايات المتحدة الامريكانية

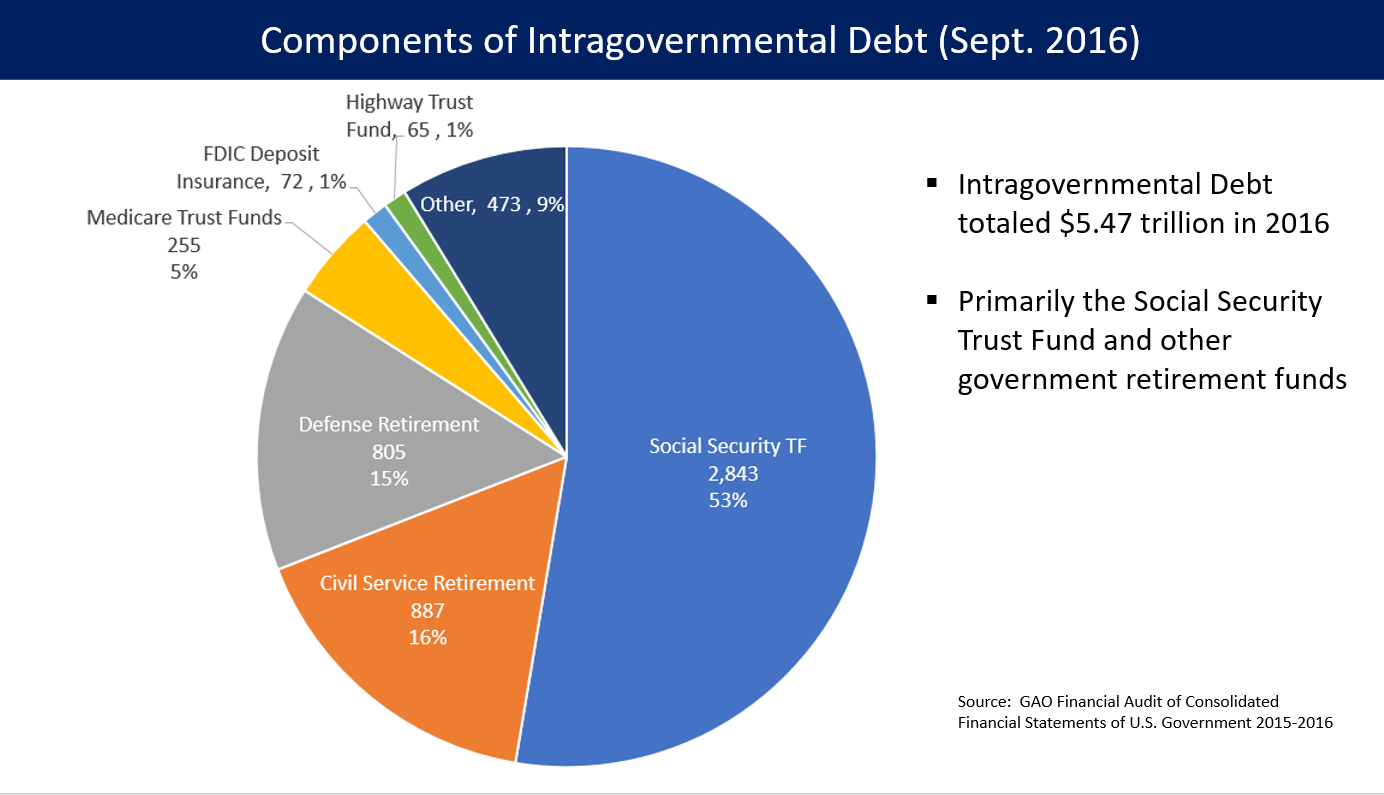
مكونات الدين داخل الولايات المتحدة ، والتي بلغ مجموعها 5.47 تريليون دولار في سبتمبر 2016. يمثل هذا الدين أساسًا التزامات تجاه متلقي الضمان الاجتماعي وموظفي الحكومة الفيدرالية المتقاعدين ، بمن فيهم العسكريون.

في الولايات المتحدة ، تتألف المقتنيات الحكومية في المقام الأول من صندوق الرعاية الطبية، وصندوق الضمان الاجتماعي الاستئماني، وسندات بنك التمويل الفيدرالي . يتم الاحتفاظ بمبلغ صغير من الأوراق المالية القابلة للتسويق بواسطة حسابات حكومية.

## روابط خارجية
- وزارة الخزانة المباشر
- البيان الشهري للديون العامة (MSPD) والملفات القابلة للتنزيل ، وزارة الخزانة المباشرة
- بنك التمويل الفيدرالي
- العوامل التي تؤثر على أرصدة الاحتياطي الفيدرالي ، إصدار إحصائي من الاحتياطي الفيدرالي
- خدمة الإدارة المالية ، مكتب وزارة الخزانة الأمريكية